# سیارک ۲۱۴۳۷۸
سیارک ۲۱۴۳۷۸ (به انگلیسی: 214378 Kleinmann، نامگذاری:2005LW23) دویست و چهارده هزار و سیصد و هفتاد و هشتمین سیارک کشف شده‌است که در ۱۰ ژوئن ۲۰۰۵ کشف شد.